# Helvellaceae
Helvellaceae (Elias Magnus Fries, 1822) este o familie de ciuperci din încrengătura Ascomycota în subdivizia Pezizomycotina și ordinul  Pezizales cu global 134 (117), depinde de sursă) de specii și variații (în Europa mai puține), împărțite în 5 genuri, preponderent din cele numite Helvella (celelalte conțin doar 3 specii fiecare) Originar au fost descrise 6 genuri, dar s-a dovedit prin studii genetice că  Leucangium cu cele două specii ale lui, este înrudit mai aproape cu ciupercile din familia Morchellaceae. Acest gen saprofit include nu numai specii comestibile de mare popularitate, ci de asemenea, câteva soiuri destul de otrăvitoare. Genurile familiei se dezvoltă în România, Basarabia și Bucovina de Nord, ca și în toate alte țările Europei, solitar sau în grupuri mici, fiind locuitori de soluri sărace, nisipoase și pietroase în păduri de foioase și de conifere, de-a lungul marginilor acestora, prin luminișuri precum nu rar în zone de depozitare ale lemnului sau halde. Timpul apariției este din mai până toamna târziu, în noiembrie, înainte de primul ger, depinde de soi.

## Istoric
Specia a fost descrisă pentru prima dată sub numele Elvellacei de marele savant suedez Elias Magnus Fries în volumul 2 al operei sale Observationes mycologicae din 1818. Alte încercări de redenumire nu au fost făcute.

## Descriere
- Pălăria: este de mărime medie până destul de mare, adesea ceroasă și friabilă. Partea exterioară este sterilă, iar cea inferioară prezintă un strat de acoperire fertil. Forma poate fi în formă de ceașcă, de șa cu 2-4 lobi și marginea răsucită în jos sau de mitră. Coloritul variază între alb de fildeș și brun-negricios, partea inferioară fiind mereu mai deschisă (în afară de speciile albicioase).
- Sporii: hialini (translucizi) sunt rânduiți câte 8 în asce, fiind eliptici până fusiformi, netezi sau punctați și umpluți cu o picătură uleioasă mare precum uneori cu câte una mai mică la poli în plus. ascele sunt amiloidoze (ce înseamnă colorabilitatea structurilor tisulare folosind reactivi de iod). După maturare, sporii sunt eliberați de la sfârșitul ascelor. Acest lucru se întâmplă adesea ca o reacție în lanț și prin eliberarea unui nor de spori. Distribuția are loc prin intermediul aerului.[8]
- Piciorul: este mai gros la bază și subțiat spre vârf, elastic sau ceros adesea profund brăzdat, cu riduri adânci longitudinale, coaste ascuțite și în părți găurit precum nu rar presărat cu gropițe mici la bază. Pe dinăuntru se prezintă la aproape toate genurile gol și multi-cameral. Coloritul este ori de culoarea pălăriei, ori mai deschis ca ea.
- Carnea: este preponderent albicioasă până gri deschis, destul de subțire, ușor ceroasă și friabilă în pălărie, dar mai tare și elastică în picior. Mirosul este la cele mai multe specii aromatic și gustul plăcut.[4][5]

## Genuri ale familiei
- Balsamia  Vittad. (1831) (3 specii)[9]
- Barssia  Gilkey (1925) (3 specii)[10]
- Helvella Carl von Linné (1753) cu 122 (105) specii[11]
- Underwoodia  Peck (1890) (3 specii)[12]
- Wynnella  Boud. (1885) (3 specii)[13]

## Genuri ale familiei în imagini

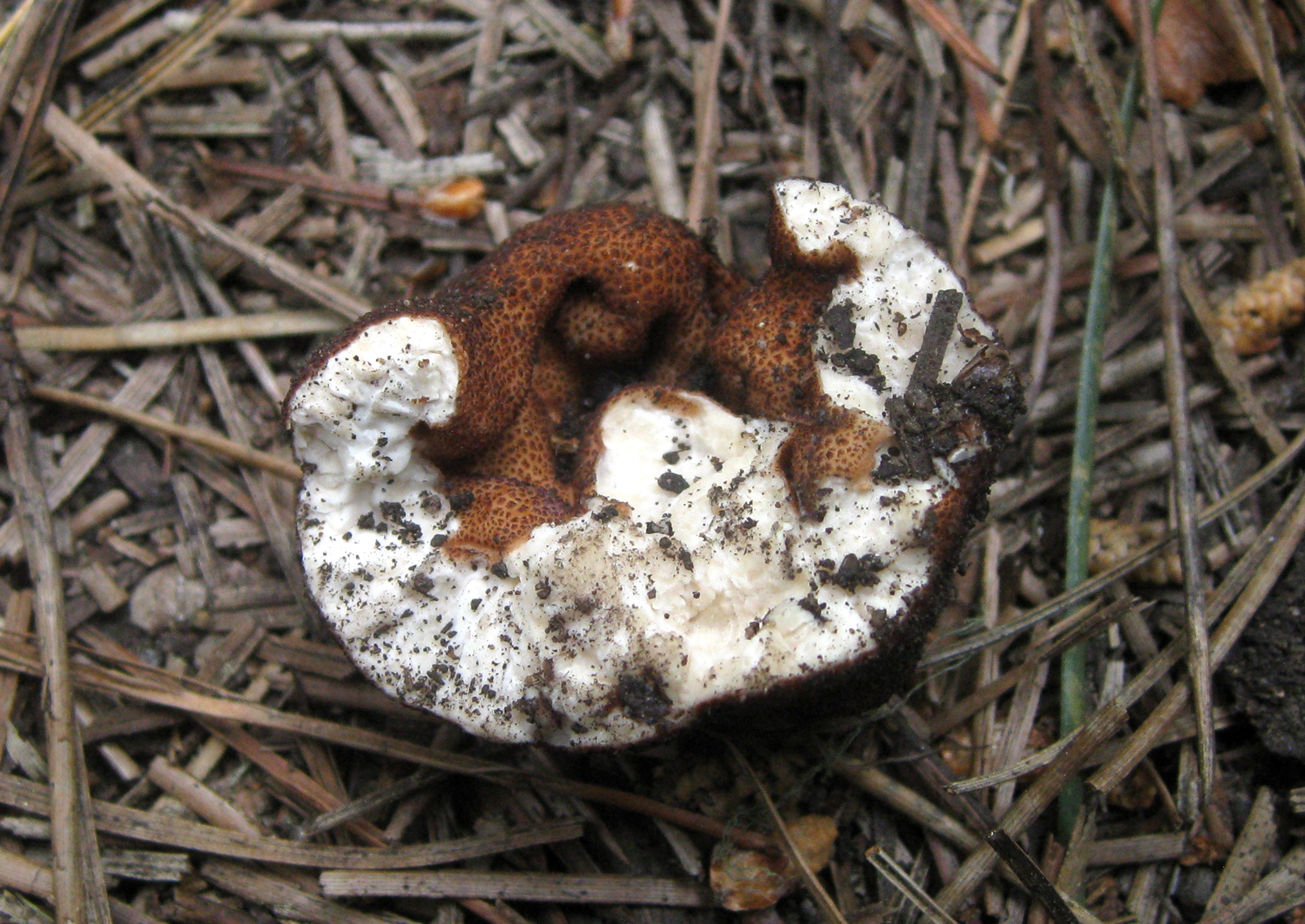
Balsamia vulgaris
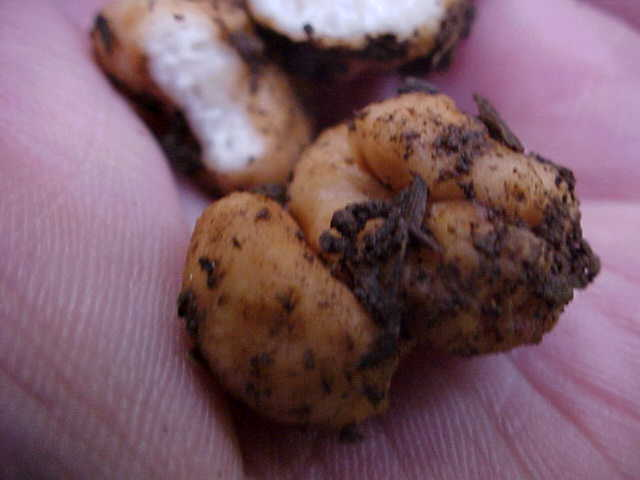
Barssia oregonensis
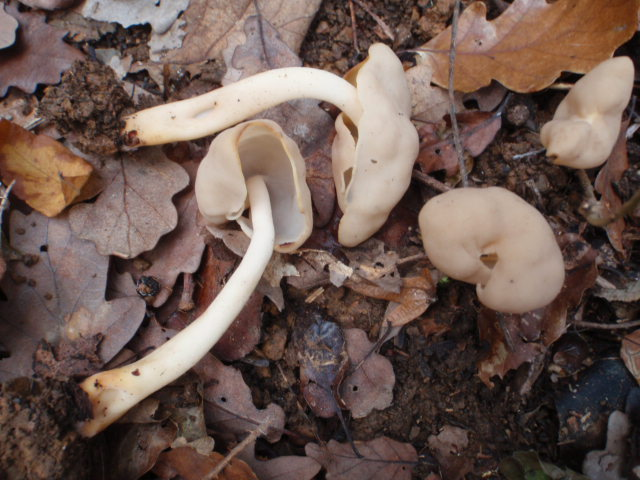
Helvella elastica
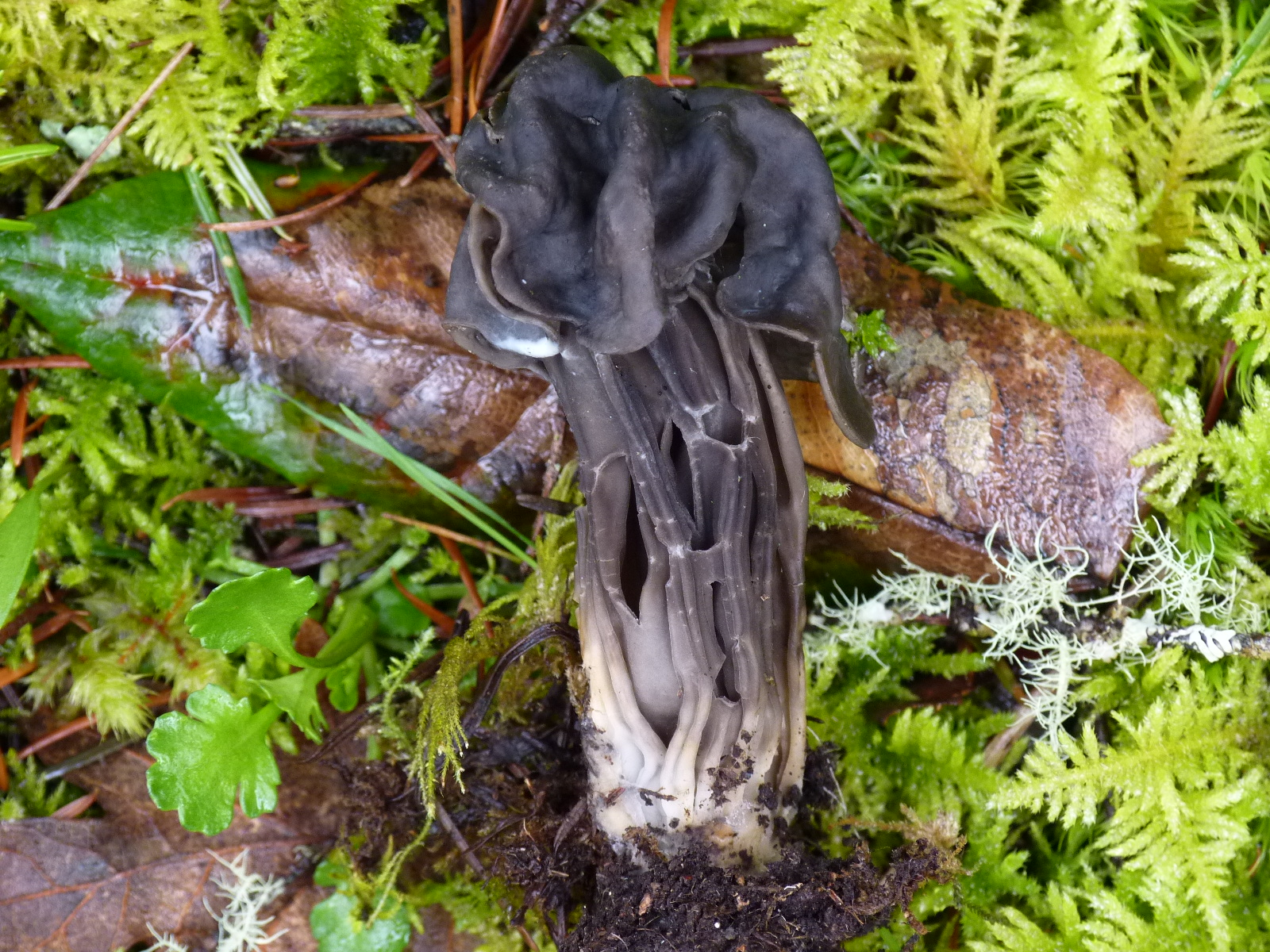
Helvella lacunosa
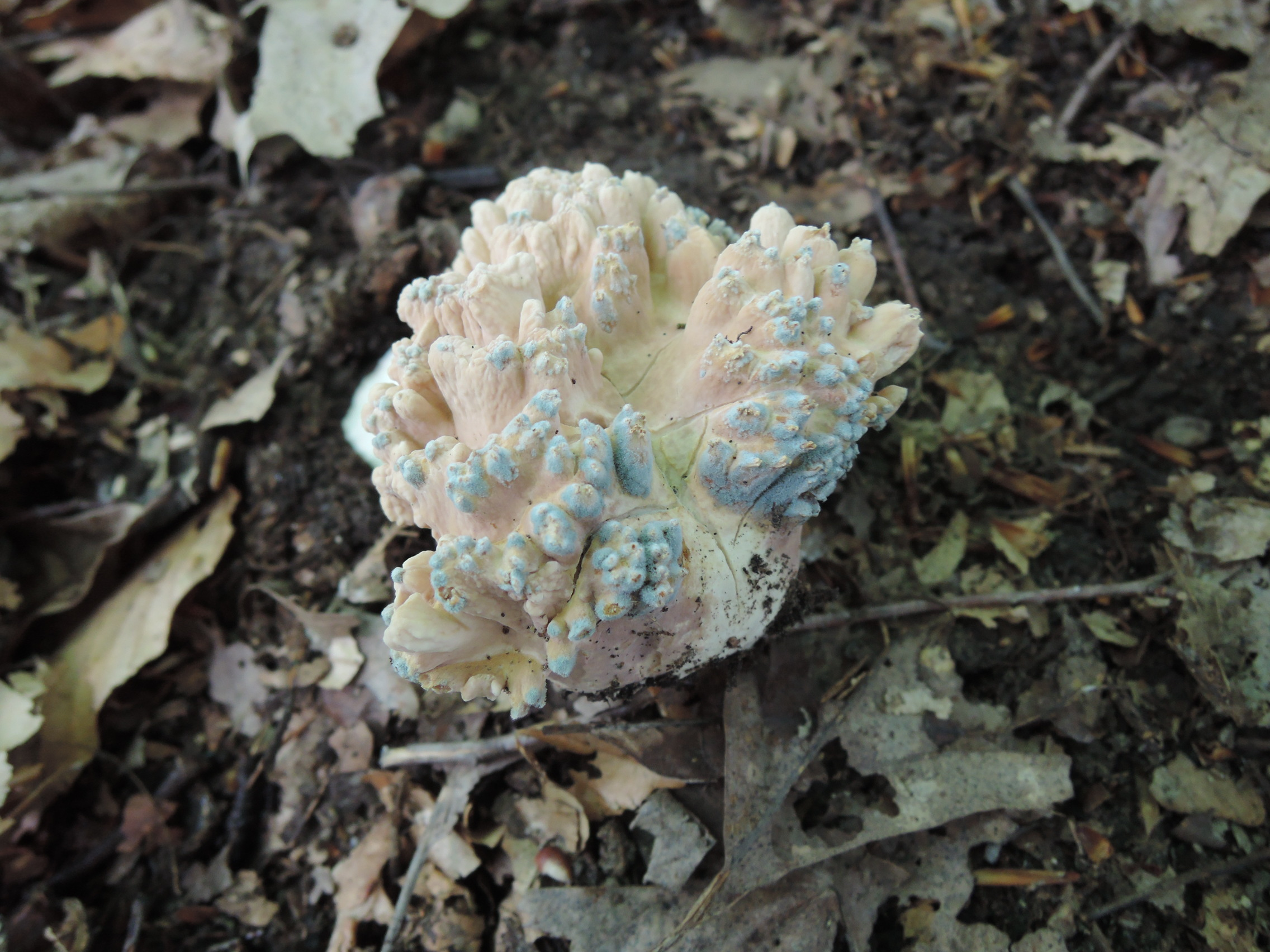
Underwoodia columnaris
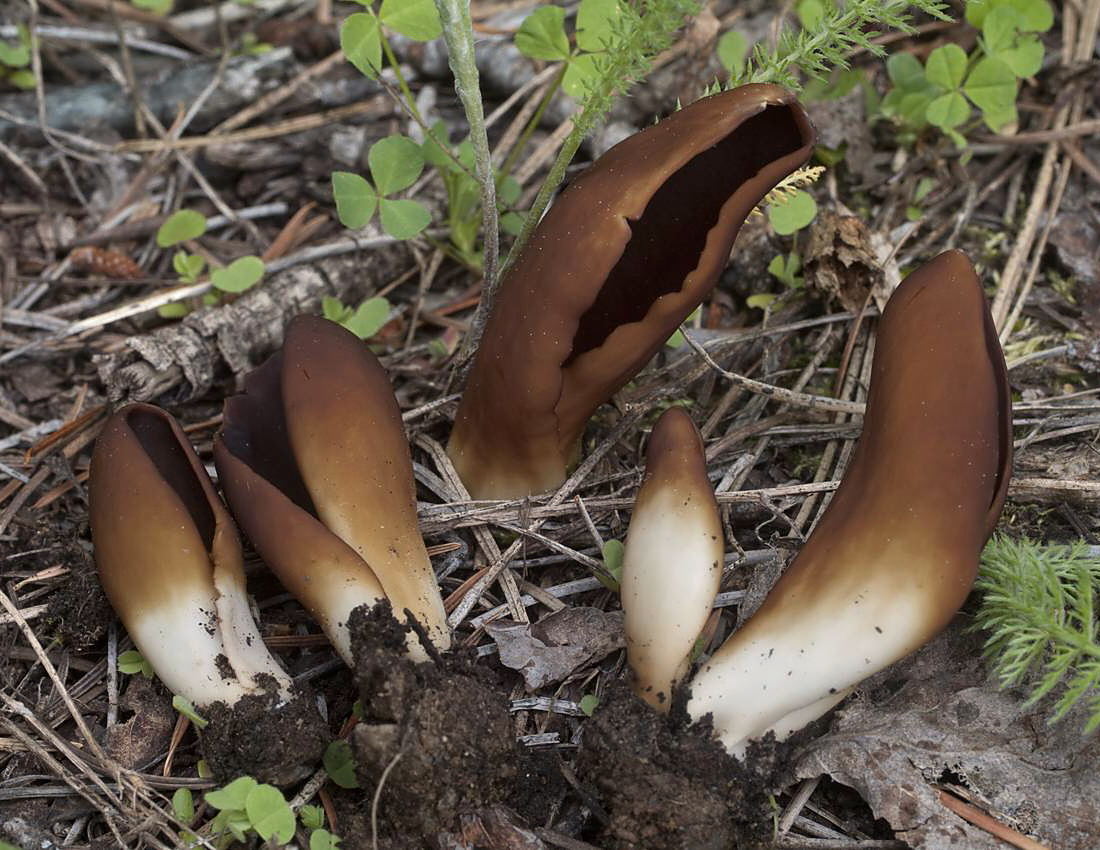
Wynnella silvicola

## Delimitare
Următoarele genuri sunt apropiat înrudite, dar nu aparțin familiei Helvellaceae:
- Discinaceae Benedix (1962),[14] 58 de specii în 5 genuri, cu tipul de gen Discina,[15]
- Morchellaceae Ludwig Reichenbach (1834),[16] cu 116 de specii în 8 genuri, cu tipul de gen Morchella,[17]
- Pezizaceae Dumort. (1829),[18] cu tipul de gen Peziza Pers. (1800),[19]
- Terfeziaceae E.Fisch. (1897),[20] 65 de specii în 6 genuri,  cu tipul de gen Terfizia[21] și
- Tuberaceae Dumort. (1822),[22] 102 de specii în 6 genuri, cu tipul de gen Tuber.[23]

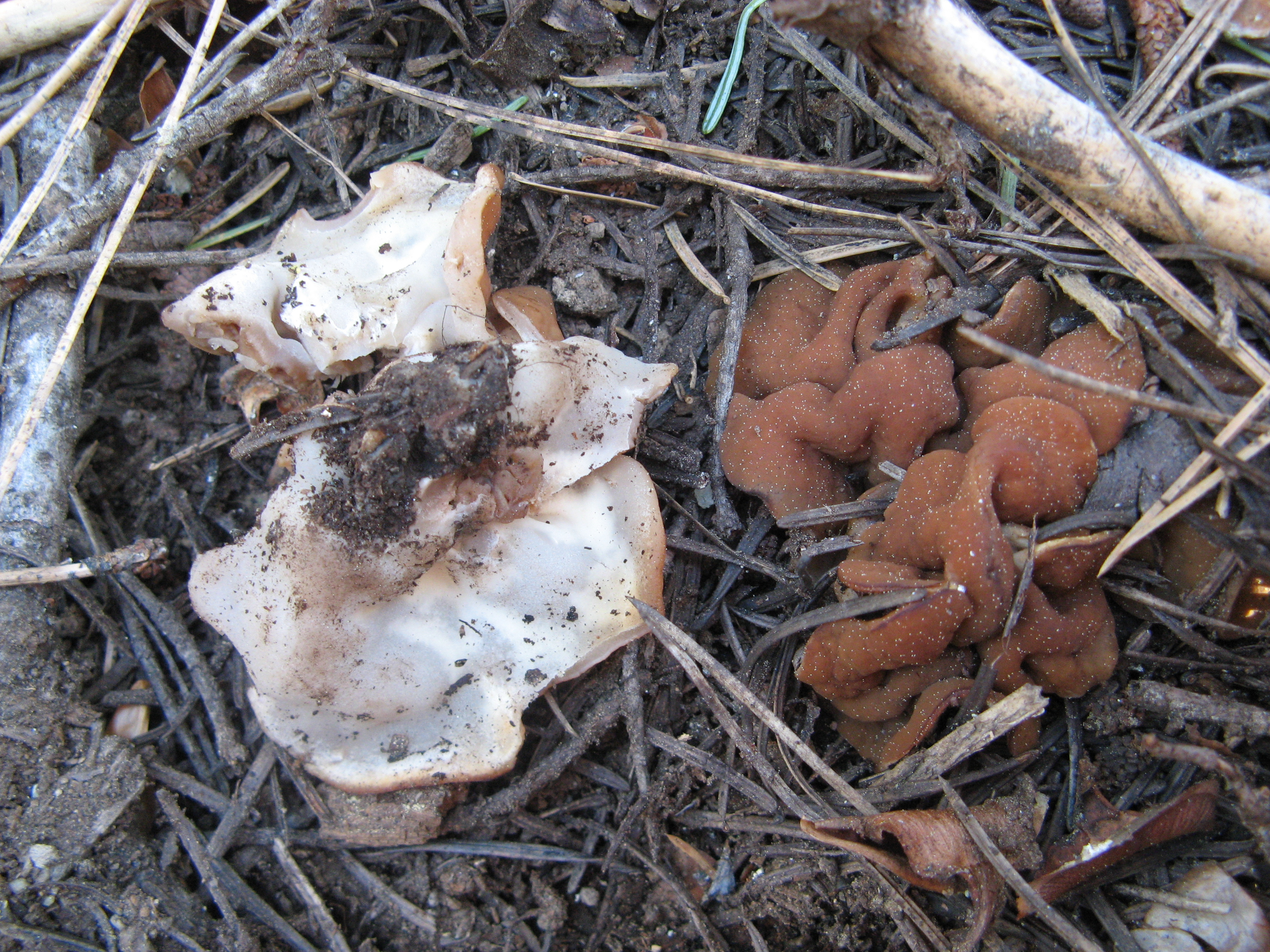
Discina perlata
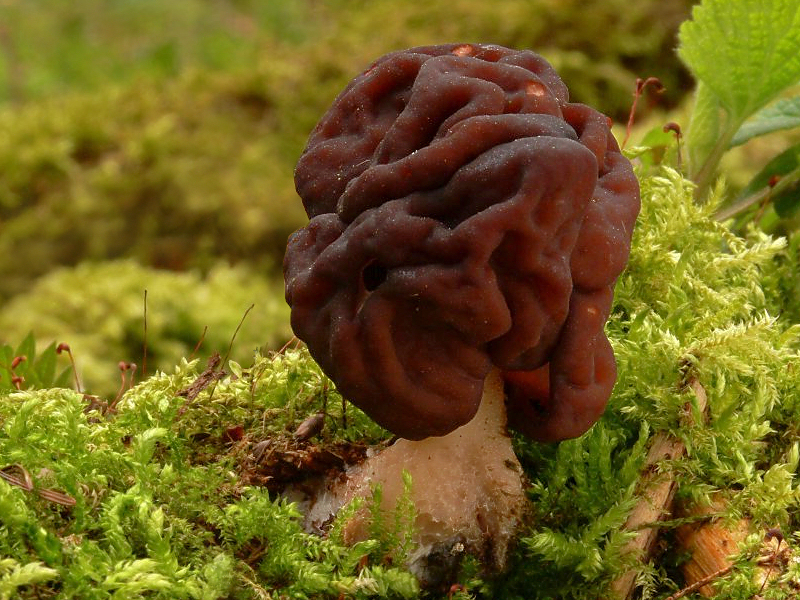
Gyromitra esculenta
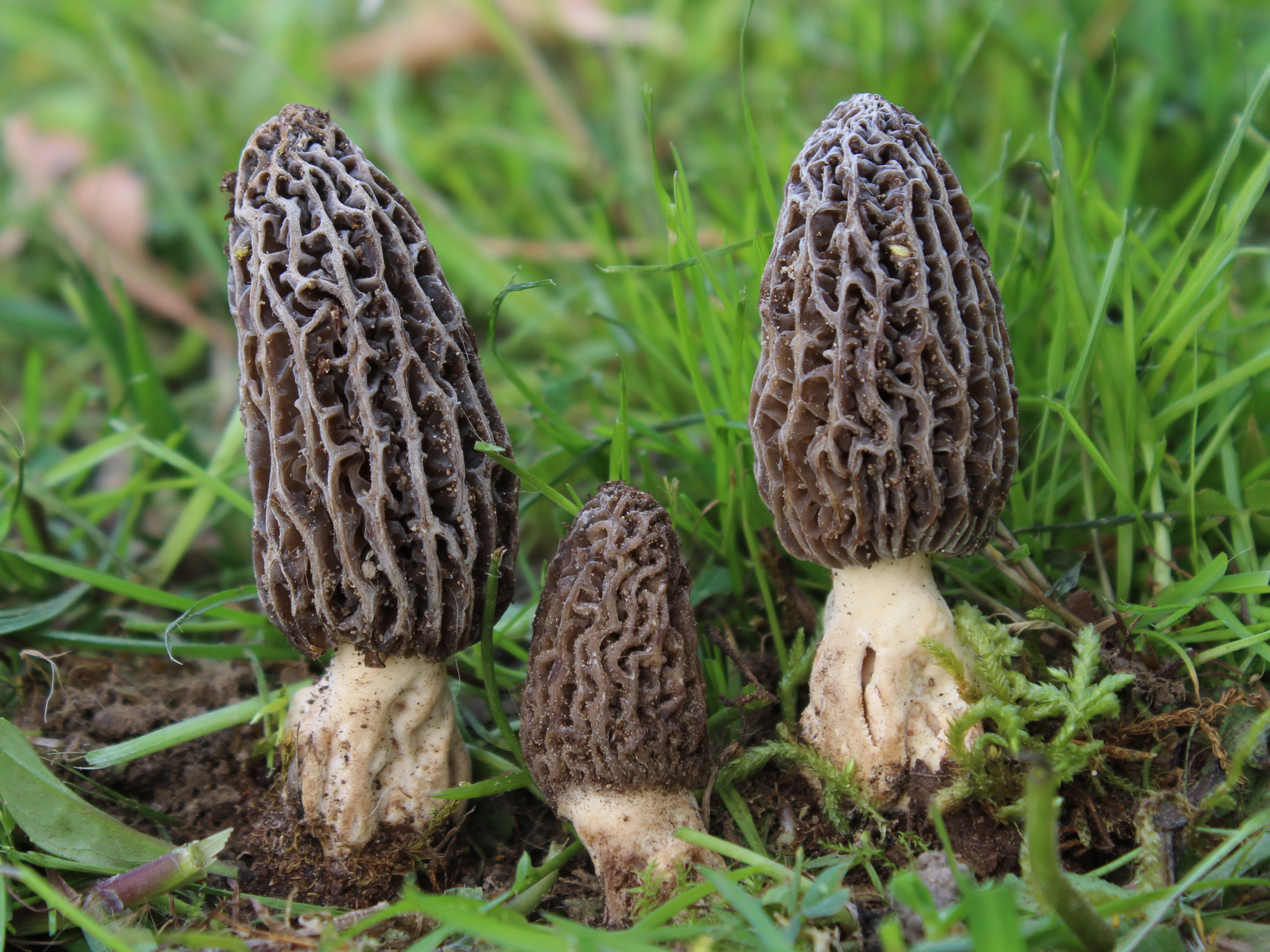
Morchella tridentina
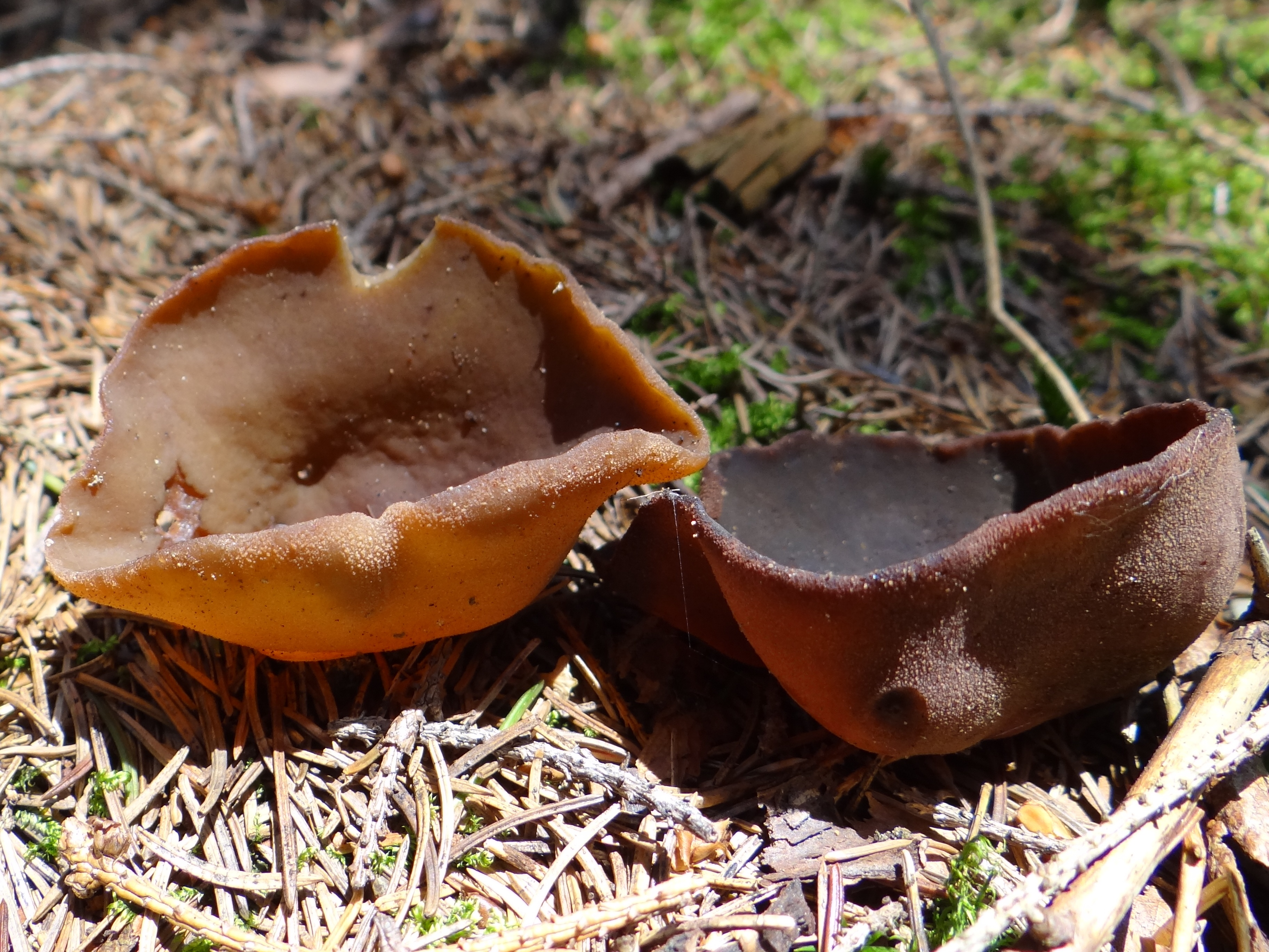
Peziza badia
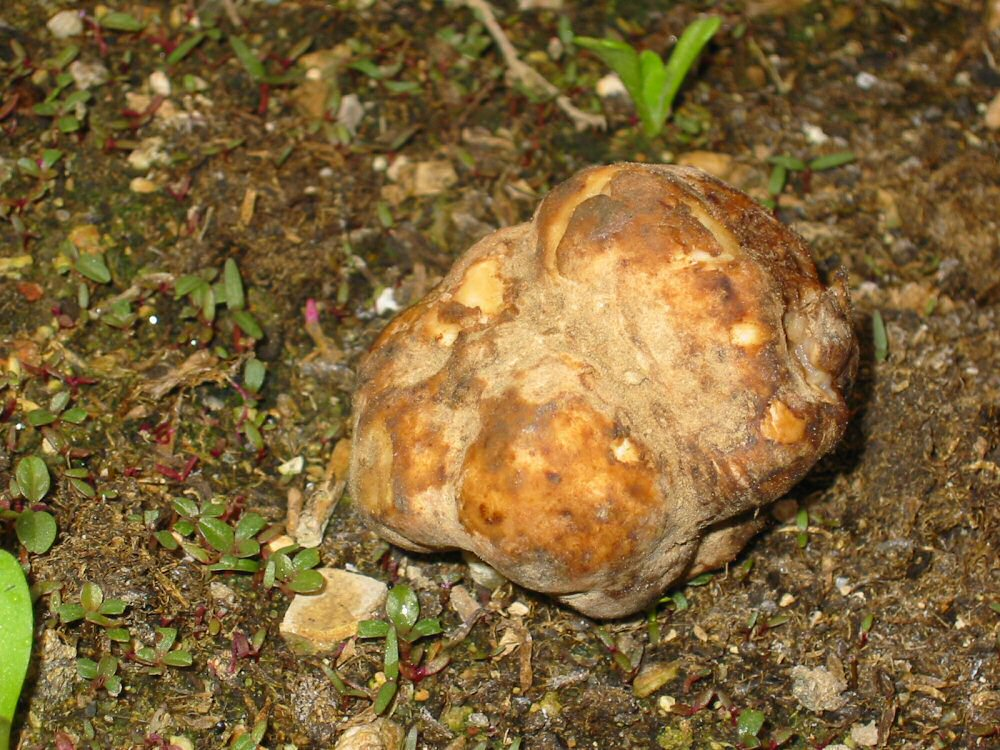
Terfezia arenaria
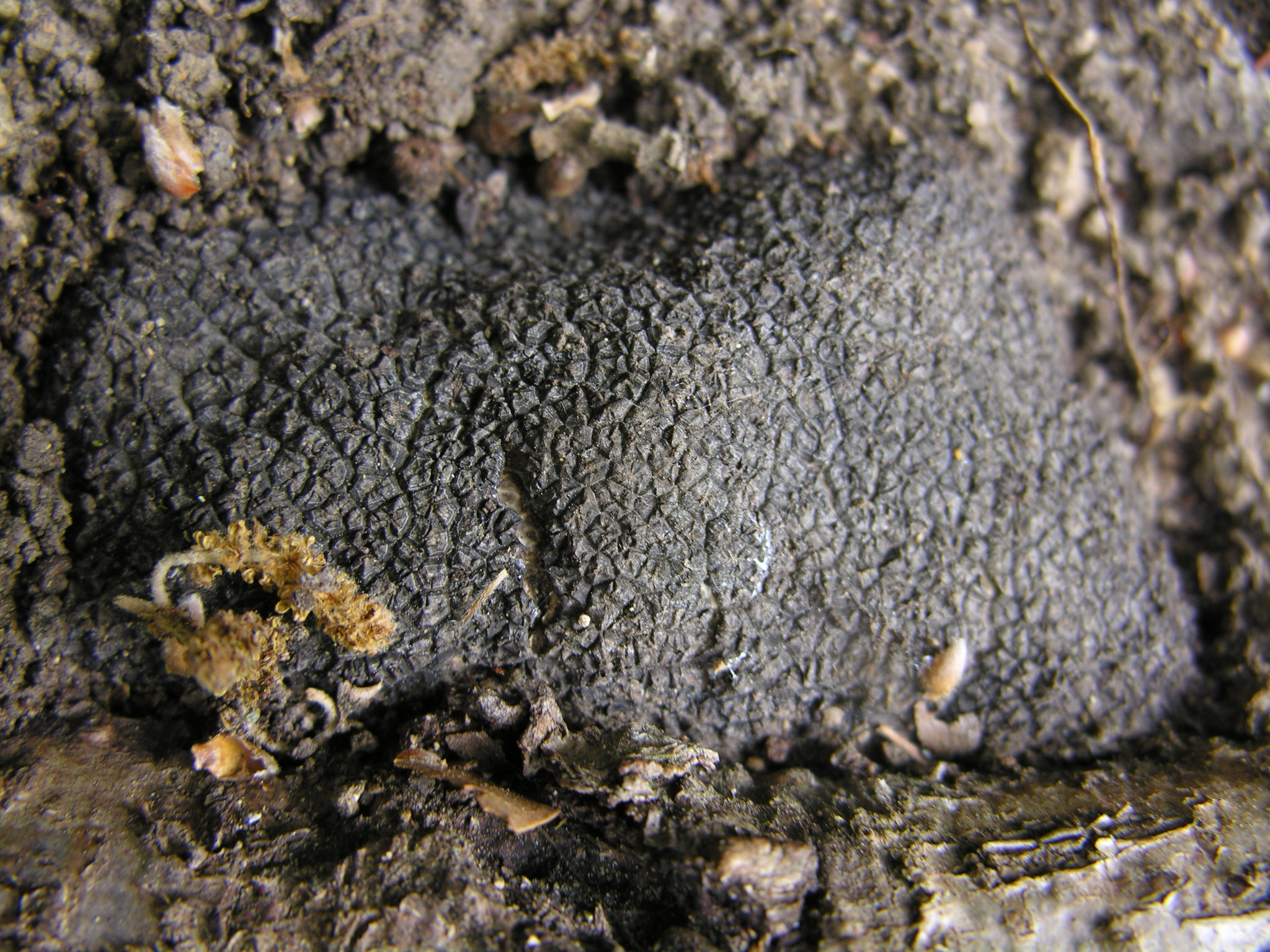
Tuber melanosporum

## Bibiliografie
- Bruno Cetto: „I funghi dal vero”, vol. 1-3, 4, 7
- Rose Marie și Sabine Maria Dähncke: „700 Pilze in Farbfotos”, Editura AT Verlag, Aarau - Stuttgart 1979 și 1980, ISBN 3-85502-0450
- Rose Marie Dähncke: „1200 Pilze in Farbfotos”, Editura AT Verlag, Aarau 2004, p. 526, ISBN 3-8289-1619-8
- Ewald Gerhard: „Der große BLV Pilzführer“ (cu 1200 de specii descrise și 1000 fotografii), Editura BLV Buchverlag GmbH & Co. KG, ediția a 9-a, München 2018, ISBN 978-3-8354-1839-4
- Jean-Louis Lamaison & Jean-Marie Polese: „Der große Pilzatlas“, Editura Tandem Verlag GmbH, Potsdam 2012, ISBN 978-3-8427-0483-1
- J. E. și M. Lange: „BLV Bestimmungsbuch - Pilze”, Editura BLV Verlagsgesellschaft, München, Berna Viena 1977, ISBN 3-405-11568-2
- Hans E. Laux: „Der große Pilzführer, Editura Kosmos, Halberstadt 2001, p. 180-181, ISBN 978-3-440-14530-2
- Meinhard Michael Moser: „Kleine Kryptogamenflora der Pilze – vol. II a.: „Höhere Phycomyceten und Ascomyceten”, Editura Gustav Fischer, Jena 1963